# كارسون جونز
كارسون جونز (بالإنجليزية: Carson Jones)‏ (19 أغسطس 1986 بأوكلاهوما سيتي في الولايات المتحدة - فبراير / مارس 2025) هو ملاكم أمريكي، صنّف ضمن فئة وزن الويلتر.

## إحصائيات
خاض خلال مسيرته 59 نزالا، فاز في 40 وتعادل في 3 وخسر في 14. فاز بالضربة القاضية في 30 نزالا.

## روابط خارجية
- كارسون جونز على موقع بوكس ريك (الإنجليزية) (registration required)